# سبت سايس
سبت سايس هي قرية مغربية غرب المملكة. تنتمي سبت سايس لإقليم الجديدة الساحلي جنوبي الدار البيضاء. تضم هذه القرية 11.212 نسمة (إحصاء 2004).